# Rudolf Anderson
Pour les articles homonymes, voir Anderson.
Le major Rudolf Anderson Jr., né le 15 septembre 1927 à Greenville, en Caroline du Sud, et mort en service le 27 octobre 1962 près de Banes, dans l'île de Cuba, est un officier et pilote de l'armée de l'Air des États-Unis, connu pour avoir été la seule victime humaine directe de la crise des missiles de Cuba.

## Crise des missiles de Cuba
Il est connu pour ses vols de reconnaissance au-dessus de Cuba du 15 au 27 octobre 1962, lors de la crise des missiles de Cuba, qui est alors à son paroxysme. En pilotant un avion espion U-2, il a permis la détection de missiles nucléaire sur le territoire cubain à l'aide de son appareil photo argentique DXL76.

## Distinctions
- 1962
  - Air Force Cross
  - Air Force Distinguished Service Medal
  - Purple Heart
  - Cheney Award

### Citation à l'ordre de l'Air Force Cross
« The President of the United States of America, authorized by Title 10, Section 8742, United States Code, takes pride in presenting the Air Force Cross (Posthumously) to Major Rudolf Anderson, Jr., United States Air Force, for extraordinary heroism in connection with military operations against an armed enemy while serving as Pilot of a U-2 airplane with the 4080th Strategic Reconnaissance Wing, Strategic Air Command (SAC), from 15 October 1962 to 27 October 1962. During this period of great national crisis, Major Anderson, flying an unescorted, unarmed aircraft, lost his life while participating in one of several aerial reconnaissance missions over Cuba. While executing these aerial missions, Major Anderson made photographs which provided the United States government with conclusive evidence of the introduction of long-range offensive missiles into Cuba and which materially assisted our leaders in charting the nation's military and diplomatic course. Through his extraordinary heroism, superb airmanship, and aggressiveness in the face of the enemy, Major Anderson reflected the highest credit upon himself and the United States Air Force. »

« Le Président des États-Unis d'Amérique, autorisé en cela par le Titre 10, Section 8742, du Code des États-Unis, est fier de remettre l'Air Force Cross (à titre posthume) au Major Rudolf Anderson, Jr., de l'Armée de l'Air des États-Unis, pour son héroïsme extraordinaire lors d'opérations militaires contre un ennemi armé alors qu'il servait comme Pilote d'un avion U-2 au sein du 4080th Strategic Reconnaissance Wing, Strategic Air Command (SAC), du 15 octobre 1962 au 27 octobre 1962. Durant cette période de grande crise nationale, le major Anderson, volant sans escorte, à bord d'un avion non armé, a perdu la vie au cours de l'une des missions de reconnaissance aérienne au-dessus de Cuba. Au cours de ces missions aériennes, le major Anderson a réalisé des photographies qui ont apporté au gouvernement des États-Unis la preuve irréfutable de la mise en place à Cuba de missiles offensifs à longue portée, et permis à nos chefs de définir les lignes politique et militaire de notre pays. À travers son extraordinaire héroïsme, son irréprochable maîtrise du pilotage, et son agressivité face à l'ennemi, le major Anderson a fait rejaillir le plus grand crédit sur lui-même et sur l'Armée de l'Air des États-Unis. »